# Římskokatolická farnost Chroboly
Římskokatolická farnost Chroboly je zaniklým územním společenstvím římských katolíků v rámci prachatického vikariátu Českobudějovické diecéze. Farnost Chroboly dne 31. prosince 2019 zanikla, jejím právním nástupce je od 1. ledna 2020 Římskokatolická farnost Prachatice.

## O farnosti

### Historie
Ves Chroboly od 14. století patřila cisterciákům z kláštera ve Zlaté Koruně, místní kostel Narození Panny Marie je zmiňován jako farní již v roce 1360. Asi od roku 1640 do 1796 k farnosti jako filiální patřil i kostel svatého Filipa a Jakuba ve Frantolech. V této době území farnosti zahrnovalo Chroboly, Frantoly, Klenovice, Kralovice, Křišťanov, Lažišťka, Maloniny, Ovesné, Planská, Skříněřov a Záhoří. Nejstarší dochované matriční knihy jsou z roku 1645.
V letech 1940–1945 byla farnost nuceně spravována z Pasovské diecéze. Po druhé světové válce byla navrácena Českobudějovické diecézi. Po polovině 20. století přestal být do Chrobol ustanovován sídelní duchovní správce. Do roku 2007 byla farnost spravována ex currendo ze Lhenic.
| Fotografie | Kostel                      | Místo    | Bohoslužba             | Bohoslužba             | Poznámka            |
| ---------- | --------------------------- | -------- | ---------------------- | ---------------------- | ------------------- |
|            | Kostel Narození Panny Marie | Chroboly | 2. neděle v měsíci     | 11.00                  | bývalý farní kostel |
|            | Kaple Panny Marie Lurdské   | Chroboly | neslouží se pravidelně | neslouží se pravidelně | poutní kaple        |
|            | Kaple                       | Záhoří   | neslouží se pravidelně | neslouží se pravidelně | kaple               |